# Gmina Białopole
Białopole ist eine Landgemeinde im Powiat Chełmski der Woiwodschaft Lublin in Polen. Sitz ist das gleichnamige Dorf mit 883 Einwohnern (2008).

## Gliederung
Zur Landgemeinde Białopole gehören folgende 13 Ortschaften mit einem Schulzenamt:
Białopole
Buśno
Grobelki
Horeszkowice
Kicin
Kurmanów
Raciborowice
Raciborowice-Kolonia
Strzelce
Strzelce-Kolonia
Teremiec
Teresin
Zabudnowo
Weitere Orte der Gemeinde sind Busieniec und Maziarnia Strzelecka.